# Sivatherium
Sivatherium – wymarły rodzaj ssaków z rodziny żyrafowatych, żyjący od pliocenu do holocenu.
Skamieniałości nieznanego nauce zwierzęcia znaleziono w okolicy Himalajów, w Sivalik, niedaleko rzeki Markanda. Należała do nich przede wszystkim dobrze zachowana czaszka, wielkości zbliżającej się do wielkości głowy słonia. Ponad oczodołami posiadała dwa rozchodzące się rdzenie rogów. Poza tą parą rogów, osadzoną na kościach czołowych, zwierzę posiadało jeszcze drugą, większą parę rogów, osadzoną na kościach ciemieniowych. Kość czołowa była szeroka i płaska. Zaskakiwała również budowa kości nosowych, z wyniosłością i zadaszeniem nad nozdrzami zewnętrznymi, nosem zwierzę przypominało nieco nosorożce. Łuki jarzmowe natomiast rozwinęły się słabo. Siekacze prawdopodobnie nie występowały. Kość szczękowa liczyła sześć trzonowców. Zwracał również uwagę kąt, pod jakim ustawiona była płaszczyzna zgryzu trzonowców. Trzy tylne trzonowce były zbudowane jakby z dwóch półcylindrów. Budowa zębów jasno wskazywała na przynależność ich posiadacza do przeżuwaczy. Zwierzę spożywało zatem pokarm roślinny.
Nowy rodzaj wymarłego ssaka opisany został w pracy Hugh Falconera i P.T. Cautleya w 1836 r. Autorzy określili je jako jednego z najbardziej niezwykłych mieszkańców globu w przeszłości. Zaliczając się do przeżuwaczy, przewyższało rozmiarami znane wtedy nosorożce (znacznie większe Paraceratherium opisano na początku XX wieku). Zafascynowani zwierzęciem autorzy nazwali go na cześć Śiwy, hinduistycznego bóstwa, jako że obszar, na którym znaleziono kopalne szczątki, wiązany był w mitologii indyjskiej z dziedziną tego bóstwa, od którego imienia bierze swą nazwę termin geograficzny Sivalik. Do imienia Śiwy badacze dołączyli słowo θηрιον – „stworzenie”.
Szczątki zwierząt tego rodzaju znaleziono również w Afryce: w Południowej Afryce, w skałach plioceńskich, a także w Dżibuti w utworach plejstocenu.
Obecnie Sivatherium zaliczane jest do rodziny żyrafowatych, a w jej obrębie do podrodziny Sivatheriinae.